# 1910 au Canada

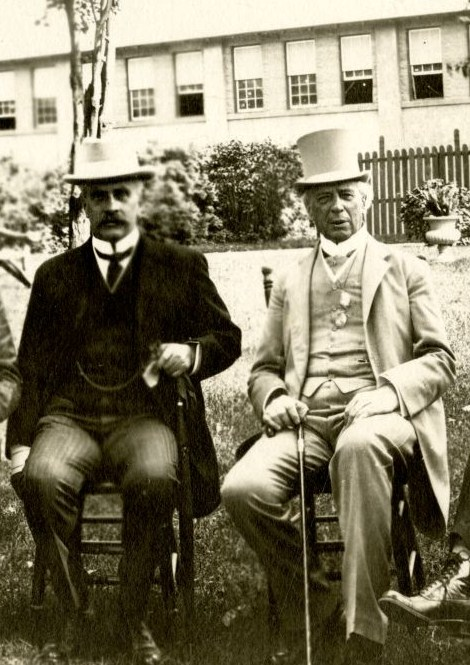
Le Premier ministre du Canada Robert Laird Borden et le chef de l'opposition (et ancien Premier ministre) Wilfrid Laurier en 1912

Pour un article plus général, voir Chronologie du Canada.
Cet article traite des événements qui se sont produits durant l'année 1910 au Canada.

## Événements

### Politique
- Mai : institution de la Fête de Dollard comme jour férié. Ce congé est aussi appelé Fête de la reine.
- 4 mai : création de la Marine royale canadienne.
- 26 mai : Arthur Lewis Sifton devient premier ministre de l'Alberta.
- Fondation de Maillardville qui est la plus importante communauté francophone de la Colombie-Britannique.

### Justice
- Le criminel britannique Hawley Harvey Crippen est arrêté au port de Québec. C'est la première arrestation faite grâce à la Télégraphie sans fil.

### Sport

#### Hockey
- Les Sénateurs d'Ottawa (1893-1934) gagnent la Coupe Stanley en janvier.
- Les Wanderers de Montréal gagnent la Coupe Stanley en mars.

#### Football
- Fondation du club de football des Roughriders de la Saskatchewan.
- L'Université de Toronto remporte la Coupe Grey contre les Tigers de Hamilton.

### Culture
- 10 janvier : naissance du journal Le Devoir, fondé par Henri Bourassa, avec la devise « Fais ce que dois ! ».
- Anne d'Avonlea de Lucy Maud Montgomery.

#### Musique
- Louis-Philippe Laurendeau fait un arrangement de la pièce Entrée des gladiateurs qui sera associé à une musique de cirque.

### Religion
- 4 mars : érection du diocèse de Régina en Saskatchewan.
- 6 - 11 septembre : congrès eucharistique de Montréal

## Naissances
- 5 février : Charles Philippe Leblond, biologiste.
- 28 février : Roger Baulu, animateur de radio.
- 13 octobre : Otto Joachim, compositeur.
- 21 octobre : Pauline Mills McGibbon, lieutenant-gouverneur de l'Ontario.
- 27 octobre : Jack Carson, acteur.
- 1er décembre : Louis Slotin, physicien nucléaire.

## Décès
- 2 février : George Murdoch, premier des maires de la ville de Calgary.
- 9 février : George Barnard Baker, politicien et sénateur.
- 6 mai : Édouard VII de Saxe-Cobourg-Gotha, roi du Royaume-Uni, roi du Canada, empereur des Indes, (° 9 novembre 1841).
- 7 juin : Goldwin Smith, historien.
- 9 juin : Charles Braithwaite, politicien.
- 2 septembre : Hector Fabre, journaliste et sénateur.